# Diocèse de Dijon
Le diocèse de Dijon est un ancien diocèse français dans la province ecclésiastique de Lyon supprimé en 1790. Il est remplacé par l'archidiocèse de Dijon.